# 아나 미하일로비치
아나 미하일로비치(세르비아어: Ана Михајловић, Ana Mihajlović, 1986년 5월 20일 ~ )는 세르비아의 모델이다.